# Vincenzo Natali
Vincenzo Natali (Detroit, Míchigan, 6 de enero de 1969) es un director de cine y guionista canadiense-estadounidense, conocido por sus películas Cube y Splice.

## Biografía
Natali nació en Detroit, Míchigan, siendo su madre maestra y su padre fotógrafo, de orígenes ingleses e italianos, respectivamente. 
Durante su época de instituto se hizo amigo del actor David Hewlett, quien aparece en muchas de sus películas. Luego, estudió en la Ryerson University y comenzó a trabajar como dibujante de guiones gráficos en los estudios Nelvana Animation.
Confiesa estar influenciado por Samuel Beckett, David Cronenberg y Terry Gilliam.

## Carrera
Su ópera prima, Cube (1997), se convirtió en un éxito mundial, especialmente en Japón y Francia. En los Genie Awards la película recibió cinco nominaciones y ganó el premio a mejor debut en el Toronto International Film Festival. 
Después de este éxito, Natali dirigió Cypher (2002) y Nothing (2003).
Ya en 2010 estrenó Splice (2009), protagonizada por Adrien Brody.
Natali tiene en proyecto la adaptación de la novela de J. G. Ballard de 1975 High Rise y una adaptación del personaje de cómic Swamp Thing, 
para la productora de Joel Silver.
Se ha rumoreado su nombre como director de la adaptación de la saga juvenil Túneles.
En 2013 su serie Darknet, adaptación de la japonesa Tori Hada, comenzó a emitirse en Super Channel en Canadá. En 2014, dirigió dos episodios de la segunda temporada de Hannibal y en 2015 los episodios Antipasto, Primavera y Secondo de la tercera temporada.
En 2018 dirigió el segundo episodio de la segunda temporada de la serie televisiva de HBO Westworld, titulado "Reunion".

## Filmografía

### Director
- Elevated (cortometraje) (1997)
- Cube (1997)
- Cypher (2002)
- Nothing (2003)
- Getting Gilliam (2005)
- Paris, je t'aime / Paris, I Love You (2006)
  - Fragmento: Quartier de la Madeleine
- Splice (2010)
- Haunter (film) (2013)
- Hannibal (serie de televisión) (2013)
- The Strain (serie de televisión) (2015)
- American Gods (serie de televisión) (2017)
- Westworld (serie de televisión) (2018)
- In the Tall Grass (2019)
- The Peripheral (serie de televisión) (2022)

### Guionista
- Elevated (cortometraje) (1997)
- Cube (1997)
- Nothing (2003)
- Paris, je t'aime (2006)
  - Fragmento: Quartier de la Madeleine
- Splice (2010)
- ABC's of Death 2 (2014)
  - Fragmento: U is for Utopia
- In the tall grass (2019)